# Elektronenconfiguratie

Energieniveaus van de subschillen en enkele vormen van atomaire (boven) en moleculaire (onder) orbitalen. De pijlen in de tabel geven aan hoe de energie van de subschillen oploopt.

De elektronenconfiguratie van een atoom of ion geeft aan hoe de elektronen verdeeld zijn in schillen en orbitalen rondom de kern van het atoom. 

## Schillen
In ongeladen toestand hebben elementen hetzelfde aantal elektronen als protonen. Het aantal protonen geeft het atoomnummer en is voor elk element uniek. Een atoom is omgeven door één of meerdere schillen, energieniveaus waarin zich de elektronen bevinden. Het aantal schillen neemt toe met het atoomnummer en is gelijk aan de periode van het element in het periodiek systeem. Dit getal is het hoofdkwantumgetal (n). De schillen worden genoemd naar de letters K, L, M, enzovoorts.
Wanneer het hoofdkwantumgetal hoger is, heeft een elektron een hoger energieniveau. Elektronen zitten daarom bij voorkeur in een zo laag mogelijke schil.
Het element helium bijvoorbeeld heeft atoomnummer 2 en bevindt zich in periode 1. Het heeft in ongeladen toestand 2 elektronen die zich beide in de eerste schil bevinden. Deze schil wordt K genoemd. Lithium heeft atoomnummer 3 en bevindt zich in periode 2. Hoewel een lithiumatoom net als helium 2 elektronen in de eerste schil (K) heeft, bevindt het derde elektron zich in de tweede schil (L), omdat de eerste schil klein is en slechts ruimte heeft voor maximaal twee elektronen.
Het maximum aantal elektronen loopt op voor hogere schillen: de K-schil kan maximaal 2 elektronen bevatten; de L-schil maximaal 8 elektronen; de M-schil maximaal 18 elektronen; de N-schil maximaal 32 elektronen. Er zijn nog geen elementen bekend die een volledig gevulde O-schil hebben, maar deze schil heeft een maximum van 50 elektronen.
Een schil is onderverdeeld in één of meerdere subschillen. In welke subschil een elektron zich bevindt wordt uitgedrukt met het nevenkwantumgetal (ℓ). Het aantal subschillen loopt bij elke hogere schil op met één. De eerste schil (K) heeft slechts een enkele subschil (1s). De tweede schil heeft twee subschillen (2s en 2p) en de derde schil heeft er drie (3s, 3p, en 3d). Het energieniveau van een elektron verschilt per subschil. Vanaf de derde schil heeft de hoogste subschil (3d) een hogere energie dan de laagste subschil van de volgende schil (4s). De elektronen bevinden zich normaal gesproken in de subschillen met de laagste energieniveaus, tenzij het atoom in aangeslagen toestand is.
De elektronenconfiguratie van helium wordt geschreven als 1s2, wat aangeeft dat het atoom slechts één subschil heeft (1s), die gevuld is met 2 elektronen. Lithium heeft een elektronenconfiguratie van 1s2 2s1: het heeft twee schillen en subschillen (1s en 2s) met 1 elektron in de tweede subschil. Bij koolstof is sprake van 6 elektronen, die zich over twee schillen en drie subschillen verdelen: 
1s2 2s2 2p2

## Orbitalen
Ruimtelijk kan de positie van een elektron rondom een atoom beschreven worden door een orbitaal. Dit is het ruimtelijke lichaam waar het elektron zich met 90% waarschijnlijkheid bevindt. De vorm van orbitalen wordt bepaald door de golf van het elektron. 
Afhankelijk van de subschil en het nevenkwantumgetal bevindt een elektron zich in een s-, p-, d-, of f-orbitaal (in de achtste en negende periodes zouden elektronen nog in hypothetische g- en h-orbitalen kunnen voorkomen). Het aantal knopen in de golf van het elektron wordt bepaald door het type orbitaal. De vorm van orbitalen met een hoger nevenkwantumgetal is ingewikkelder dan die van lagere: een s-orbitaal heeft 0 knopen en bestaat eenvoudigweg uit de vorm van een bol; een p-orbitaal heeft 1 knoop en bestaat uit twee kwabben. Deze "haltervorm" kan in drie dimensies op drie manieren voorkomen: er bestaan daarom px-, py-, en pz-orbitalen in elke schil, behalve de K-schil. De d- en f-orbitalen hebben ingewikkeldere vormen waarvan in drie dimensies meermogelijkheden bestaan: er zijn 5 d-orbitalen en 7 f-orbitalen.
Elk orbitaal kan niet meer dan twee elektronen bevatten. Volgens het principe van Pauli moeten deze twee elektronen dan wel een tegengestelde spin hebben.

## Uitzonderingen
Als een atoom elektronen in een of meerdere d-orbitalen heeft, kunnen er uitzonderingen optreden op de configuratieregels. Dit komt doordat het qua energie gunstiger is als alle d-orbitalen met een gelijk aantal elektronen gevuld is. In periode 4 laten alleen de elementen chroom en koper deze uitzondering zien. Zoals alle elementen in periode 4 hebben ze in ongeladen toestand elektronen in een 4s-orbitaal. Beide elementen hebben echter een lagere energie met een extra elektron in een 3d-orbitaal, zodat dit 4s-orbitaal slechts een enkel elektron bevat.
Als transitiemetalen kationen zijn (dat wil zeggen: ze hebben minder elektronen dan bij neutrale lading), zijn er ten opzichte van de ongeladen toestand eerst elektronen verdwenen in het hoogste s-orbitaal. Bijvoorbeeld ijzer heeft in ongeladen toestand de volgende configuratie: 
1s2 2s2 2p6 3s2 3p6 4s2 3d6
Bij ionisatie verdwijnen eerst de twee elektronen uit het 4s-orbitaal. De configuratie van een ijzer(III)ion is:
1s2 2s2 2p6 3s2 3p6 3d5
Het ijzer(III)ion mist het 4s-orbitaal en heeft een elektron minder in het 3d-orbitaal.